# Armen Nazarian
Pour les articles homonymes, voir Nazarian.
Ne doit pas être confondu avec Armen Nazarian (judoka).
Armen Nazarian (arménien : Արմեն Նազարյան), né le 9 mars 1974 à  Masis est un lutteur arménien.

## Médailles
Il a remporté la médaille d'or en lutte gréco-romaine (en moins de 52 kg), pour l'Arménie, aux Jeux olympiques d'été de 1996. Il est le premier champion olympique arménien. Il a remporté la médaille d'or en lutte gréco-romaine (en moins de 58 kg), pour la Bulgarie, aux Jeux olympiques d'été de 2000.

## Citoyen bulgare
Il devient citoyen Bulgare en Mai 1997.

## Famille
Il est le père du lutteur Edmond Nazaryan.